# Konstanty Hegel

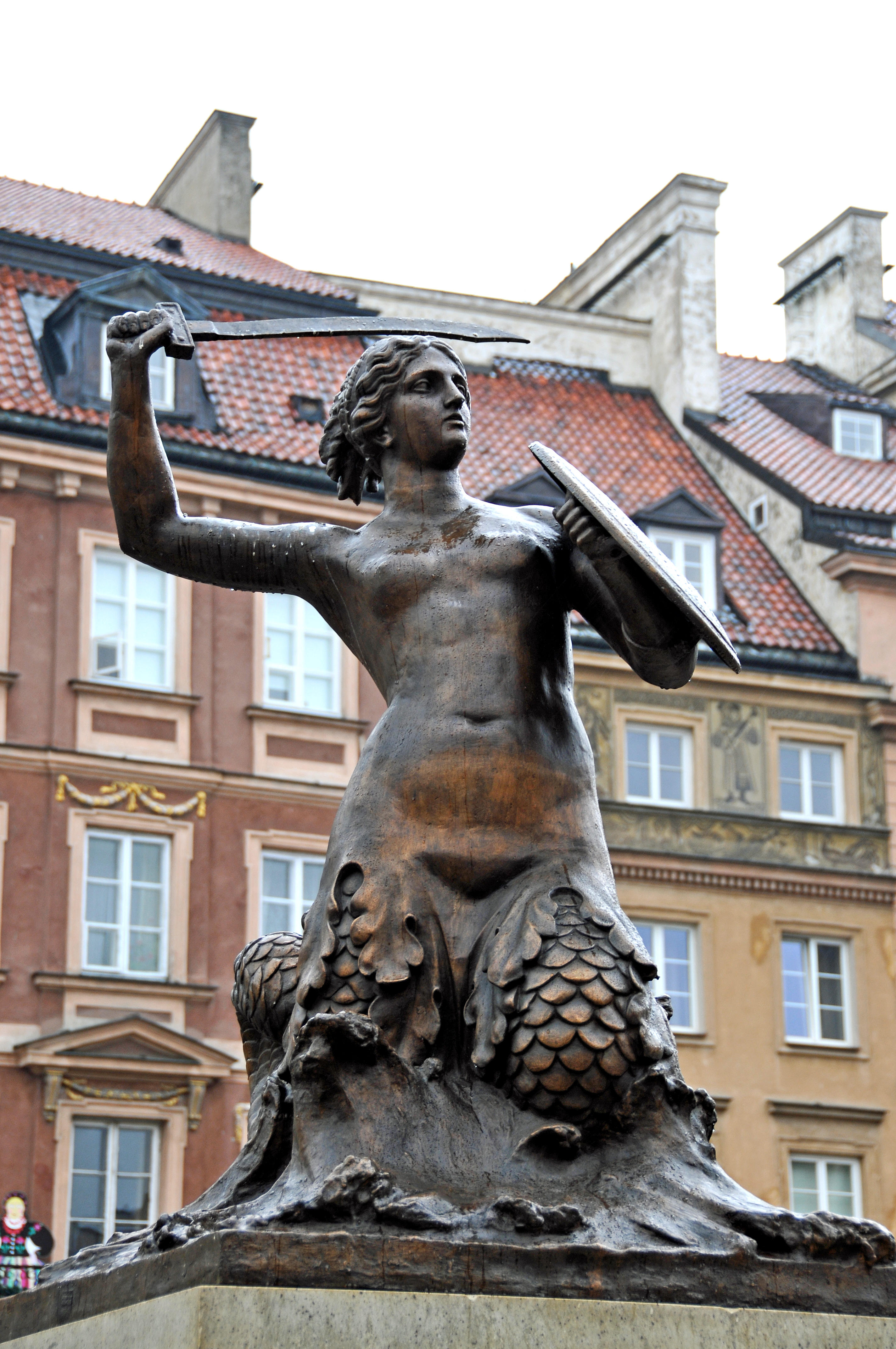
Pomnik Syreny na Rynku Starego Miasta

Konstanty Hegel (ur. 18 lutego 1799 w Warszawie, zm. 20 lipca 1876 tamże) – rzeźbiarz i pedagog.

## Życiorys
Urodził się w pochodzącej z Austrii, a osiadłej w Warszawie około połowy XVIII w. rodzinie rzeźbiarskiej. Rzeźbiarzami byli jego ojciec Antoni Hegel i dziadek Józef Hegel. Nauki pobierał w Liceum Warszawskim, które ukończył w roku 1819. W latach 1819–1823 studiował na Oddziale Sztuk Pięknych Królewskiego Uniwersytetu Warszawskiego pod kierunkiem Pawła Malińskiego, Antoniego Brodowskiego i Antoniego Blanka. Jesienią 1823 roku wyjechał do Rzymu, gdzie kontynuował studia w Akademii św. Łukasza i Akademii Francuskiej w latach 1823–1827 i 1829–1830. Przerwa w studiach w latach 1827–1829 spowodowana była wyjazdem do Warszawy, do której powrócił po ich ukończeniu.
W czasie powstania listopadowego został mianowany setnikiem Gwardii Bezpieczeństwa. Po upadku powstania, od roku 1831 prowadził własną pracownię rzeźbiarską. W latach 1844–1862 był profesorem rzeźby i rysunku ornamentacyjnego w Szkole Sztuk Pięknych w Warszawie. Od roku 1865 pracował jako profesor w Szkole Rysunkowej w Warszawie. Utrata wzroku w roku 1868 spowodowała jego wycofanie się z działalności pedagogicznej, artystycznej i społecznej. Ostatnie lata życia spędził w nędzy i osamotnieniu.
Jego uczniami byli m.in.: Andrzej Pruszyński, Bolesław Syrewicz i Pius Weloński.
Jest autorem wielu dzieł rzeźbiarskich o zróżnicowanej tematyce. Do najważniejszych należą: pomnik Syreny w Warszawie, oprawa architektoniczna pomnika nagrobnego Aleksandry i Stanisława Kostki Potockich w Wilanowie (wspólnie z Jakubem Tatarkiewiczem), pomnik oficerów lojalistów poległych w powstaniu listopadowym (8 lwów i 4 orły, reszta pomnika jest autorstwa Antonia Corazziego), dekoracja rzeźbiarska Teatru Wielkiego w Warszawie oraz liczne figury, ołtarze i ambona katedry warszawskiej (ok. 1839).
Opracował Katalog muszkułów zewnętrznych ciała ludzkiego dla użytku sposobiących się na artystów (1845).
Został pochowany na cmentarzu Powązkowskim w Warszawie (kwatera 177-I-24).

## Życie prywatne
Jego synem był rzeźbiarz Władysław Hegel.  